# Ghaggar-Hakra

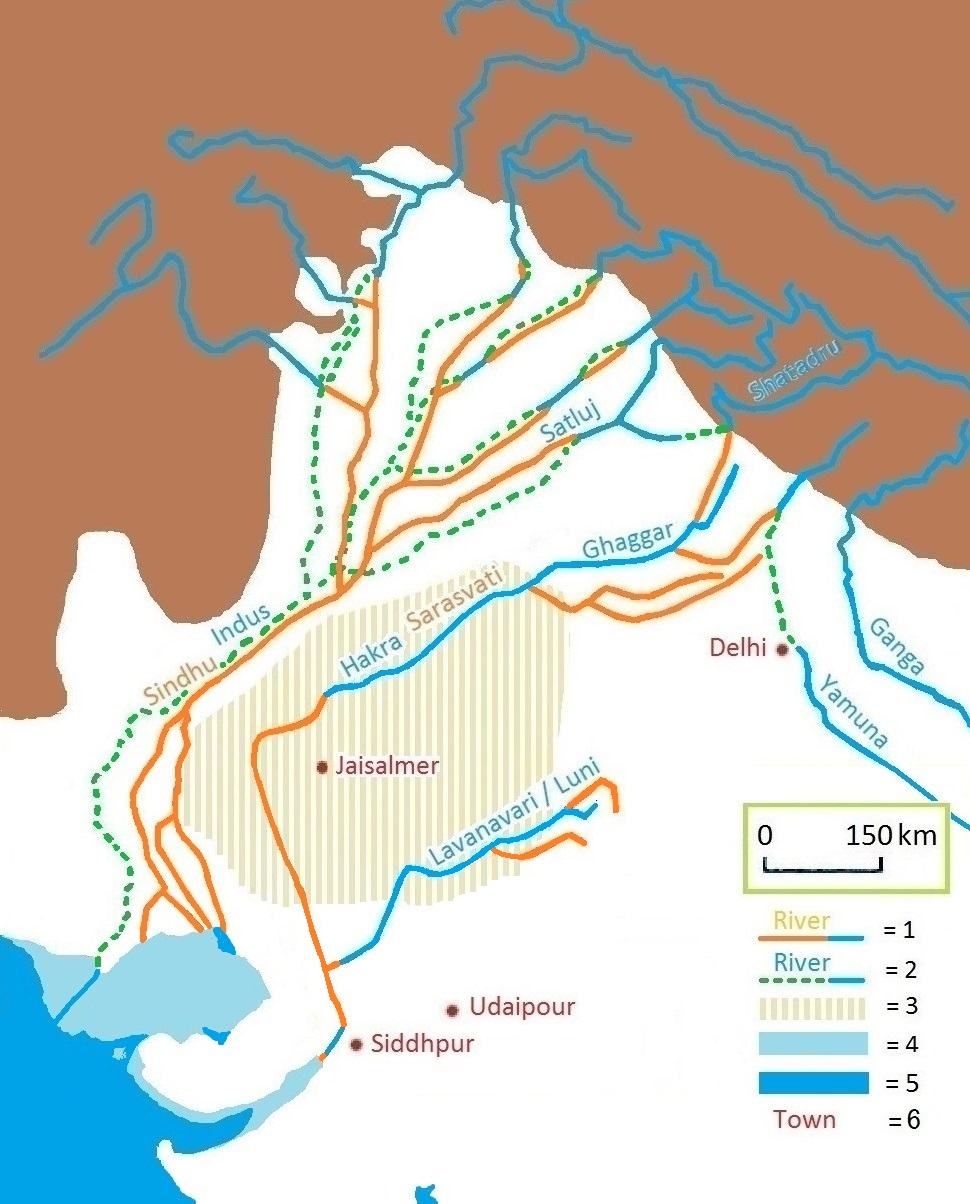
Riu Ghaggar-Hakra

El riu Ghaggar-Hakra és un riu intermitent que es troba a Haryana, Panjab (Índia) i Pakistan. Neix a les muntanyes de l'Himàlaia al grup de Siwalik, a Himachal Pradesh; corre cap al Panjab i Haryana i fins al Rajasthan. Prop de Sirsa a Haryana i a Talwara Jheeel al Rajasthan, esdevé un canal de reg tenint la seva continuïtat amb el Hakra. Rep com afluent el Sarasvvati prop de Shatrana, i entra al Rajasthan i prop d'Hanumangarh, abans Bhatnair, rep una branca del canal del Sutlej i prop de Suratgarh rep el Drishadvati (Chautang).
Neix al sud districte de Sirmoor, a Himachal Pradesh, prop del límit amb el districte d'Ambala a Haryana. Baixa cap a la plana a Adh Badri, lloc sagrat dels hindús. Més avall desapareix a la sorra però torna a sortir 5 km després al sud del poble de Bhawanipur. A Balchhapar altre cop desapareix per pocs quilòmetres però torna a sortir i corre en direcció sud-oest per la regió de Karnal fins que s'uneix al Ghaggar, al Panjab, a la comarca de Patiala, després d'un curs de 177 km.
Abans es perdia a Bhatnair a l'època seca, i més antigament era afluent de l'Indus (l'antic llit del riu encara és visible). El Hakra és una llera seca al Pakistan que és la continuació del Ghaggar. Hi ha qui vol identificar el riu Ghaggar-Hakra actual amb el riu Sarasvatí, riu sagrat dels texts antics hindús, però molts autors disputen el fet que aquest riu sigui el que es troba efectivament mencionat al Rigveda.